# 淳于誕
淳于 誕（じゅんう たん、470年 - 529年）は、中国の南北朝時代の軍人。字は霊遠。本貫は泰山郡博県。

## 経歴
南朝斉の南安郡太守の淳于興宗の子として生まれた。12歳のとき、父に従って揚州におもむき、道中で父が群盗に殺害された。誕は資産を擲って侠客を集め、短時日のうちに父の復讐を果たした。斉の益州刺史の劉悛に召されて主簿となった。後に蕭衍の下で歩兵校尉となった。
景明年間、漢中から北魏に帰順した。洛陽に到着すると、蜀に対する攻撃計画を具申して、宣武帝に容れられた。延昌末年、驍騎将軍・仮冠軍将軍・都督別部司馬・嚮導統軍に任じられたが、誕は功績のない身で実官を受けることを固辞し、参戎の号にとどまった。成都攻略のあかつきには益州刺史の位を受けることを約束され、晋寿にまで進軍したが、宣武帝が病に倒れたために空しく帰還した。熙平元年（516年）、南朝梁の将の張斉が益州を攻撃すると、誕は統軍となり、益州刺史の傅豎眼とともに援軍におもむいた。梁軍を撃退すると、凱旋した。
正光5年（524年）、莫折念生の乱が起こると、誕は西南道軍司・仮冠軍将軍・別将となり、子午の南から斜谷に出て建安におもむき、行台の魏子建とともに反乱の鎮圧に当たった。孝昌元年（525年）、梁の益州刺史の蕭淵猷が部将の樊文熾と蕭世澄らを派遣して数万の兵で小剣戍を包囲すると、北魏の益州刺史の邴虯は子の邴達を派遣してはばませた。邴達は樊文熾に敗れて、統軍の胡小虎や崔珍宝らが捕らえられた。魏子建は誕を派遣して梁軍を討たせた。誕は兵を率いておもむき、1月あまり対峙した。樊文熾の軍は谷を通り抜けて東の龍鬚山に移り、その上に防柵を築いて魏軍の帰路を絶った。誕は壮士200人あまりを集めて、夜間に山を登ってその柵を攻めさせた。そのとき火が起こって、梁軍は防柵を守ることができなくなった。そこを誕が諸軍を率いて鼓を鳴らして攻撃したため、梁軍に大勝して蕭世澄ら11人を捕らえた。
魏子建の命により誕は華陽郡太守を代行し、白馬戍主を兼ねた。孝昌2年（526年）、巴州刺史を代行した。孝昌3年（527年）、梁州安康郡に新たに東梁州が置かれると、誕は鎮遠将軍・東梁州刺史となった。永安2年（529年）4月、死去した。享年は60。安西将軍・益州刺史の位を追贈された。諡は荘といった。

## 子女
- 淳于亢
- 淳于胤（東魏の武定末年に梁州驃騎府司馬）

## 伝記資料
- 『魏書』巻71 列伝第59
- 『北史』巻45 列伝第33